# Адар (река)
Адар (Јал) је река у Јужном Судану, у вилајету Горњи Нил. Извире из вода мочваре Мачар и тече на дужини од шездесетак километара правцем југоисток—северозапад до ушћа у Бели Нил, 100 km узводно од Малакала. Народ Динке ову реку назива Јал.